# Стоян Заимов (офицер)
 Тази статия е за българския офицер.  За българския революционер и негов дядо вижте Стоян Заимов.  
Стоян Владимиров Заимов (25 януари 1916, София – 1995, София) е български офицер (генерал-майор), участник във Втората световна война (1941 – 1945).

## Биография
През 1938 г. завършва Военното на Негово Величество училище в София. На 3 октомври същата година е произведен в чин подпоручик и е изпратен на служба в 5-и дивизионен артилерийски полк (1938 – 1941). В периода 1941 – 1942 г. служи в Артилерийската школа, а от 1942 г. – в 10-и дивизионен артилерийски полк. Същата година е уволнен от служба, след като баща му ген. Заимов е арестуван.
Поручик Заимов е приет отново на служба с Царска заповед № 138 от 14 септември 1944 г. На 30 ноември същата година е произведен в чин подполковник, пропускайки чиновете капитан и майор. През 1944 г. служи в Щаба на войската като началник на Отделението за външно разузнаване в Разузнавателния отдел. На 5 май 1945 г. е произведен в чин полковник.
Военен аташе в Швейцария и Италия (1947), по-късно в Китай. Посланик е в:
- Судан (7 ноември 1967 – 1970);
- Индия (1 октомври 1973 – 22 ноември 1978) – вкл. в Непал (17 ноември 1973 – 2 август 1979), Шри Ланка (3 януари 1974 – 2 август 1979), Сингапур (12 март 1975 – ноември 1979);
- Мароко (30 януари 1979 – 16 септември 1982) – вкл. в Мавритания (9 май 1980 – отзован на 16 септември 1982)[4].

## Семейство
Стоян Заимов е син на генерал-полковник Владимир Заимов и внук на революционера и писател Стоян Заимов.
Жени се на 23 юли 1944 г. за първата си съпруга Евгения (Жени). По време на мандата му в Италия е извикан обратно в София; съпругата му остава в Италия (както и сестра му Клавдия), по-късно заминава за САЩ. Техният син Владимир (1946 – 1972) загива край Харков при самолетна катастрофа.
С втората си съпруга Райна ген. Заимов има 2 деца:
- дъщеря Анна (изкуствоведка, омъжена за журналиста Николай Конакчиев) и
- син Бранимир (1958-2021), юрист, дипломат, посланик в Р. Ирландия, по-рано в Канада.

## Военни звания
- Подпоручик (3 октомври 1938)
- Поручик (3 октомври 1941)
- Подполковник (30 ноември 1944)
- Полковник (6 май 1945)
- Генерал-майор (1959)